# Giovanni Bartolucci
Giovanni Bartolucci (ur. 27 lutego 1984 w Bibbiena) – włoski piłkarz grający na pozycji obrońcy. Od 2009 roku jest zawodnikiem Calcio Lecco, do którego jest wypożyczony ze Sieny.